# .bg
.bg ist die länderspezifische Top-Level-Domain (ccTLD) Bulgariens. Sie existiert seit dem 3. Januar 1995 und wird vom ortsansässigen Unternehmen Register.BG verwaltet.

## Vergabekriterien
Bis September 2008 mussten Interessenten ausführlich begründen, warum sie zum Bezug einer .bg-Domain berechtigt waren. Danach wurde das Verfahren nach dem Vorbild anderer Endungen umgekehrt, sodass der Inhaber das alleinige Risiko trägt, die (Marken-)Rechte Dritter zu verletzen.
Mittlerweile dürfen alle Staatsbürger Bulgariens, Ausländer mit einer ständigen Aufenthaltserlaubnis in Bulgarien sowie alle anderen Bürger und Unternehmen der EU eine .bg-Adresse beantragen. Wer keinen festen Standort in der Europäischen Union vorweisen kann, ist angehalten, einen administrativen Ansprechpartner mit Sitz in der EU zu nennen. Der gewählte Domainname muss mit dem Namen des Unternehmens identisch sein. Es werden Registrierungen sowohl auf zweiter als auch auf dritter Ebene akzeptiert.
Alle erforderlichen Dokumente für die Registrierung einer Domain müssen in bulgarischer oder englischer Sprache vorliegen beziehungsweise in beglaubigter Kopie einer dieser beiden Sprachen. Bei einer Registrierung ist die Angabe der Personalausweis- oder Umsatzsteuernummer sowie eines Bewerbungsbogens notwendig.

## Internationalisierung
Insgesamt darf eine .bg-Domain zwischen drei und 63 Zeichen lang sein. Schon 2010 stellte das zuständige bulgarische Ministerium bei der ICANN einen Antrag auf die Einführung der kyrillischen Variante .бг. Aufgrund der Befürchtung, dass die Domain mit der brasilianischen Top-Level-Domain .br verwechselt werden könnte, lehnte die ICANN die Einführung jedoch zunächst ab. Erst nach einer erneuten Evaluation schloss sie ein solches Verwechslungsrisiko aus, sodass auch die internationalisierte Version seit 2016 zur Verfügung steht.